# Novák Károly Eduárd
Novák Károly Eduárd (Csíkszereda, 1976. július 28. –) romániai magyar paralimpiai, világ- és Európa-bajnok kerékpározó. 2020 decemberétől a Cîțu-kormány tagjaként Románia ifjúsági és sportminisztere.

## Életút
Gyermekként, a csíki gyermekekhez hasonlóan a téli sportok egyikét választotta: Mezei Irma tanárnő vezetésével gyorskorcsolyázni kezdett. Tehetségesnek bizonyult, a gyermek, majd az ifjúsági korosztály bajnoka volt, az 1990-es évek elején, ifiként a felnőttek között is a dobogó legmagasabb fokára állhatott. Rangos nemzetközi ifjúsági gyorskorcsolya-versenyeket nyert Olaszországban, Németországban, Ausztriában és Ukrajnában.
1996 januárjában az olaszországi Colalbóba indult, amikor Maros megyében gépkocsibalesetet szenvedett, és amputálni kellett az egyik lábfejét. A gyorskorcsolyázást abba kellett hagynia, de nem adta fel, folytatta a sportolást. Protézist kapott és kerékpározni kezdett. 1998 és 2001 között amatőrként, majd 2001 elején csapatot alakított Csíkszeredában (Tusnad Cycling Team), és azóta rendszeresen, céltudatosan a kerékpársportnak él. A fogyatékkal élők számára kiírt versenyek számos sikert hoztak számára. Nyert Európa-kupát, megnyerte az LC2 kategória Európa-bajnoki címét.
Három paralimpián vett részt, 2004-ben Athénben két negyedik helyezést szerzett, 2008-ban, Pekingben pedig a dobogó második fokára állhatott. Rá egy évre megszületett addigi pályafutása legjobb eredménye: az olaszországi Bogonóban megrendezett világbajnokságon ezüstérmes lett az egyéni időfutamban, majd megnyerte a mezőnyversenyt, megszerezve az aranyérmet. 2011-ben kifosztották, ellopva speciális kerékpárjait. Novák Károly Eduárdnak emiatt meggyőződése volt, hogy a tolvajok személyesen neki akartak ártani, mivel szerinte az elkövetők:
nem is tudják értékesíteni majd a kerékpárokat, mivel Romániában nincs ezek használatára megfelelő pálya, ellenben könnyebben eladhatták volna azt a tizenkét másik kerékpárt, amit a raktárban hagytak.
A harmadik paralimpián, 2012-ben Londonban már nem csak meghívottként volt jelen, hanem Románia saját csapatával, amely 6 fős paralimpiai csapatában a másik kerékpározó a szintén csíkszeredai Török Imre volt. Itt pályafutásának újabb csúcsa következett, aranyérmet szerzett, ezzel ő lett Székelyföld és egyben Románia első paralimpikona. Hazaérkezésekor Csíkszeredában hatalmas ünnepséggel várták, melyen Csíkszereda polgármestere Ráduly Róbert Kálmán Pro Urbe-díjjal jutalmazta Novákot, és bejelentette, megtették az első lépéseket afelé, hogy a bajnokot a város díszpolgárává avassák. Borboly Csaba, a megyei önkormányzat elnöke két nyelven köszönte meg a sportolónak mindazt, amit Székelyföld hírnevéért tett.
Meghonosította Csíkban a kerékpársportot, kontinentális csapatot alakított, és a fogyaték nélküli sportolók között is dobogós helyen végzett Romániában. Az ő nevéhez fűződik a térség egyik legrangosabb sportviadala, a 2007-ben indult Székelyföldi Kerékpáros Körverseny, és bevallása szerint készül a 2016-os riói paralimpiára is.
2012-ben, a Los Angeles-i parakerékpáros Pálya Világbajnokságon megszerezte harmadik világbajnoki címét, miután megnyerte a 4 km-es üldözőversenyt. Címét megvédte a 2013-as kanadai Baie-Comeau-ban zajló parakerékpár világbajnokságon.
2013-ban a Román Kerékpáros Szövetség elnökévé választotta, a sportági szövetség élén alelnökként majd elnökként 1997 óta álló Ion Badea helyébe. Egyetlenegy szavazat döntött a székelyföldi sportoló javára, Novák a lehetséges 27 voksból 14-et kapott.
A koronavírus-járvány miatt 2021 nyarára halasztott tokiói paralimpián 4000 méteres üldözőversenyben ezüstérmet szerzett.